# Таксономія
Таксоно́мія (від грец. τάξις — «порядок» і грец. νόμος — «закон», «наука») — термін, що має декілька значень:
- наука про об'єднання живих істот у групи на основі аналізу притаманних їм ознак,
- групування речей або принципів, що лежать в основі цього групування.

Таксономія — наука про принципи та способи класифікації й номенклатури складноорганізованих ієрархічних систем дійсності: органічного світу, об'єктів географії, геології, мовознавства, суспільства тощо. Синонім понять «систематика», «класифікація». Завдання таксономії — визначення і теоретичне обґрунтування класифікаційних одиниць — таксонів, їх системи, супідрядності, співвідношення та обсягу. В кінці XX століття виникла тенденція розуміти під Таксономією розділ систематики, вчення про систему таксономічних категорій.
Спочатку термін посилався на наукову класифікацію живих організмів (альфа-таксономія). Зараз термін застосовується в ширшому сенсі, для посилання на групування речей або принципів, що лежать в основі цього групування.
Будь-що може бути розподілено на групи відповідно до деякої таксономічної схеми, у якій буде узагальнення від простого до складного чи навпаки. Таксономії, які складені з таксономічних одиниць, відомих як таксони, зазвичай знаходяться у ієрархічній структурі, показуючи відношення між батьківськими та дочірніми лініями.
Основним завданням систематики, або таксономії рослин є їх класифікація, тобто розміщення в більш або менш близьких однорідних груп на основі їх спорідненості. У системі рослин ці групи розміщують (класифікують) в серію підпорядкованих споріднених таксономічних рангів, яких сучасна систематика налічує до 25.
Також термін таксономія з'являється в контексті проєктування інтерфейсів користувача та інформаційної архітектури.